# Bernard Maréchal
Bernard Maréchal, Geburtsname Paul, (* 28. Mai 1840 in Allainville; † 1. September 1924 in Versailles) war ein französischer Ordensgeistlicher und der Gründer der Zisterzienserabtei Pont-Colbert.

## Leben
Maréchal trat 1867 in die Ordensgemeinschaft der Eucharistiner ein und wurde 1871 Priester. 1888 verließ er die Kongregation, trat zunächst in den Dienst des Bistums Versailles über und 1891 als Père Bernard in die Abtei Sainte-Marie de Fontfroide ein. Noch im selben Jahr erwarb er mit eigenem Vermögen in Porchefontaine bei Versailles das Gehöft Pont-Colbert und gründete dort 1892 ein Kloster, das 1900 zur Abtei erhoben wurde. Durch die religionsfeindliche Gesetzgebung der französischen Regierung (Vereinsgesetz vom 1. Juni 1901) von dort vertrieben, sammelten sich die Mönche im Kastell Onsenoort in den Niederlanden, aus dem später die Zisterzienserabtei Mariënkroon entstand. 1921 konnte Abt Maréchal, dem ein Gericht 1905 seine Besitzrechte bestätigt hatte, mit einem Teil seiner Mönche nach Pont-Colbert zurückkehren, starb aber schon drei Jahre später. Seine sterblichen Überreste wurden nach der Auflösung Pont-Colberts nach Saint-Michel-de-Cuxa überführt.